# Emmanuel Kundé
Emmanuel Jérôme Kundé (Ndom, 1956. július 15. – 2025. május 15.) kameruni válogatott labdarúgó.

## Pályafutása

### Klubcsapatban
Pályafutása nagy részét a Canon Yaoundé játékosaként töltötte. 1977 és 1988 között öt bajnoki címet és két bajnokcsapatok Afrika kupáját nyert. 1987 és 1989 között Franciaországban játszott, először a Stade Lavallois, majd a Stade Reims együttesében.

### A válogatottban
1979 és 1992 között 102 alkalommal szerepelt a kameruni válogatottban és 17 gólt szerzett. Részt vett az 1982-es és az 1990-es világbajnokságon, illetve a Los Angeles-i 1984. évi nyári olimpiai játékokon, az 1986-os és az 1992-es Afrikai nemzetek kupáján. Tagja volt az 1984-ben és 1988-ban Afrikai nemzetek kupáját nyerő válogatottak keretének is. Az 1988-as tornán az ő góljával verték Nigériát 1–0-ra a döntőben.

## Sikerei, díjai
Canon Yaoundé
- Kameruni bajnok (5): 1978–79, 1979–80, 1981–82, 1984–85, 1985–86
- Bajnokcsapatok Afrika-kupája (2): 1978, 1980
- Kupagyőztesek Afrika-kupája (1): 1979

Kamerun
- Afrikai nemzetek kupája (2): 1984, 1988